# Poa colensoi
Poa colensoi är en gräsart som beskrevs av Joseph Dalton Hooker. Poa colensoi ingår i släktet gröen, och familjen gräs. Inga underarter finns listade i Catalogue of Life.